# Municipio de Boles
El municipio de Boles (en inglés: Boles Township) es un municipio ubicado en el condado de Franklin en el estado estadounidense de Misuri. En el año 2010 tenía una población de 18108 habitantes y una densidad poblacional de 74,98 personas por km².

## Geografía
El municipio de Boles se encuentra ubicado en las coordenadas 38°30′15″N 90°49′13″O / 38.50417, -90.82028. Según la Oficina del Censo de los Estados Unidos, el municipio tiene una superficie total de 241.49 km², de la cual 236.64 km² corresponden a tierra firme y (2.01%) 4.85 km² es agua.

## Demografía
Según el censo de 2010, había 18108 personas residiendo en el municipio de Boles. La densidad de población era de 74,98 hab./km². De los 18108 habitantes, el municipio de Boles estaba compuesto por el 95.6% blancos, el 1.35% eran afroamericanos, el 0.39% eran amerindios, el 0.62% eran asiáticos, el 0.04% eran isleños del Pacífico, el 0.58% eran de otras razas y el 1.42% pertenecían a dos o más razas. Del total de la población el 1.68% eran hispanos o latinos de cualquier raza.